# Trump: The Art of the Deal
Trump: The Art of the Deal är en bok från 1987 om den amerikanska affärsmannen Donald Trump av journalisten Tony Schwartz. Den berättar Trumps livshistoria och delger hans råd om hur man blir en framgångsrik företagare.
Boken låg i 48 veckor på New York Times bästsäljarlista, varav i 13 veckor som nummer 1.
Schwartz, som uttryckt att han ångrat sig över att han blev involverad, har försäkrat att Trump inte hade någon roll vid själva skrivandet av boken. Trump har gett motstridiga uppgifter kring frågan om bokens författande.

## Synopsis (boken i korthet)
Boken inleds med Trumps barndom i Jamaica Estates, Queens. Därpå en skildring av hans tidiga arbete i Brooklyn innan han flyttade till Manhattan och byggde upp The Trump Organization, hans handlingar och tankar vid utvecklingen av Grand Hyatt Hotel och Trump Tower, i samband renoveringen av Wollman Rink och angående diverse andra projekt. Boken innehåller också en 11-stegs formel för affärsframgång, inspirerad av Norman Vincent Peales The Power of Positive Thinking.

## Mottagande
Tidskriften Publishers Weekly beskrev innehållet som en "skrävlande, pojkaktigt avväpnande, genomgående engagerande personlig historia".

## Parodi
Delar av boken utgör grund för parodifilmen Donald Trump's The art of the deal – the movie, premiärvisad 2016, där Johnny Depp gör rollen som Trump.